# Lực lượng Vũ trang Ukraina
Lực lượng vũ trang Ukraina (tiếng Ukraina: Збройні сили України [ЗСУ]; Zbroini syly Ukrainy, [ZSU]) là lực lượng quân sự của Ukraina. Đây là lực lượng nòng cốt bảo vệ Ukraina khỏi mọi hành vi quân sự nhằm vào nhà nước và nhân dân Ukraina. Tất cả các lực lượng quân đội và an ninh, bao gồm cả Lực lượng vũ trang, đều đặt dưới quyền chỉ huy trực tiếp của tổng thống Ukraina   và chịu sự giám sát của Uỷ ban Thường trực Quốc hội Verkhovna Rada.
Lực lượng vũ trang của Ukraina bao gồm Lực lượng Mặt đất Ukraina, Không quân Ukraina, Hải quân Ukraina, Lực lượng Phòng không Ukraina, và Lực lượng Tác chiến Đặc biệt Ukraina. Hải quân Ukraina bao gồm Bộ binh Hải quân Ukraina, cũng như Hàng không Hải quân Ukraina. Lực lượng Phòng vệ Lãnh thổ đóng vai trò là lực lượng Dự bị của Quân đội và trong trường hợp chiến tranh, lực lượng này có thể được huy động hàng loạt để dân sự tình nguyện phục vụ phòng thủ địa phương. Lực lượng Bảo vệ Biển Ukraine là lực lượng bảo vệ bờ biển của Ukraine, nhưng nó là một phần của Lực lượng Biên phòng và không trực thuộc hải quân. Lực lượng Phòng không Ukraina là một binh chủng chịu trách nhiệm tác chiến phòng không từ năm 1991 cho đến khi được hợp nhất với Không quân vào năm 2004.
Do sự can thiệp quân sự của Nga vào Ukraine vào năm 2014, tổng thống Ukraina đã ủy quyền cho các thống đốc của các tỉnh bang Ukraina thành lập các đơn vị tình nguyện trực thuộc chính phủ Lực lượng Phòng vệ Lãnh thổ. Ban đầu, các đơn vị này nhận được nguồn tài trợ tối thiểu từ ngân sách khu vực và chủ yếu dựa vào các khoản đóng góp. Vào tháng 11 năm 2014, hầu hết các tiểu đoàn phòng thủ lãnh thổ đã được hợp nhất vào Lực lượng Mặt đất Ukraina. Vệ binh quốc gia Ukraina đóng vai trò là thành phần dự bị bán quân sự của Lực lượng vũ trang Ukraine.
Sau các cuộc xung đột với Nga vào năm 2014, Ukraina đã tăng quy mô lực lượng vũ trang của mình lên 204.000 binh sĩ (+46.000 công chức), chưa kể các lực lượng bổ sung như lực lượng biên phòng (53.000), Lực lượng Vệ binh Quốc gia Ukraina mới thành lập (60.000 quân) hoặc lực lượng an ninh. Năm 2021, quy mô lực lượng vũ trang của Ukraina, bao gồm 246.445 quân (195.626 quân nhân), khiến nước này trở thành lực lượng lớn thứ hai trong khu vực sau Lực lượng vũ trang Nga. Năm 2022, tổng thống Ukraina Volodymyr Zelenskyy ra lệnh tăng quy mô lực lượng thêm 100.000 người vào năm 2025, đồng thời kết thúc nghĩa vụ quân sự bắt buộc vào năm 2024. Chế độ nghĩa vụ quân sự sẽ được thay thế bằng chương trình huấn luyện quân sự ngắn hạn cho dân thường.
Các đơn vị quân đội của các quốc gia khác đã thường xuyên tham gia các cuộc tập trận quân sự đa quốc gia với các lực lượng Ukraine tại Ukraina. Nhiều cuộc tập trận trong số này đã được tổ chức trong khuôn khổ chương trình hợp tác của NATO Đối tác vì Hòa bình.